# Uteun Rungkom
Uteun Rungkom is een bestuurslaag in het regentschap Bireuen van de provincie Atjeh, Indonesië. Uteun Rungkom telt 337 inwoners (volkstelling 2010).